# أليكس يرمولينسكي
أليكس يرمولينسكي (وُلِد في 11 أبريل 1958)، وهو لاعب شطرنج أمريكي. مُنح لقب أستاذ كبير من الاتحاد الدولي للشطرنج عام 1992، وهو بطل الولايات المتحدة مرتين.

## حياته المهنية
تعادل يرمولينسكي مع فلاديسلاف فوروتنيكوف في المركز الأول في بطولة مدينة لينينغراد للشطرنج عام 1985. في عام 1993، فاز يرمولينسكي ببطولة الولايات المتحدة للشطرنج، متعادلاً مع ألكسندر شابالوف في المركز الأول. في عام 1996، كان البطل الوحيد. وفاز ببطولة العالم المفتوحة في فيلادلفيا ثلاث مرات: في أعوام 1993 و1995 و1996؛ وفي عام 1999، تقاسم المركز الأول مع تسعة لاعبين آخرين، لكن غريغوري سيربر فاز في المباراة النهائية. وفي عام 2001، فاز ببطولة أمريكا القارية في كالي، كولومبيا.
في عام 2012، تم إدخال يرمولينسكي إلى قاعة مشاهير الشطرنج الأمريكية، وهو معلق ومقدم منتظم في نادي الشطرنج على الإنترنت.

## كتبه
- يرمولينسكي، أليكس (2000). الطريق إلى تحسين الشطرنج. منشورات جامبيت..
- يرمولينسكي، أليكس (2006). شرح الشطرنج: الصقلية الكلاسيكية. منشورات جامبيت. رقم ISBN 1-904600-42-5.

## روابط خارجية
- أليكس يرمولينسكي على موقع الاتحاد الدولي للشطرنج (الإنجليزية)
- أليكس يرمولينسكي على موقع مباريات الشطرنج (الإنجليزية)
- أليكس يرمولينسكي على موقع 365Chess.com (الإنجليزية)
- أليكس يرمولينسكي على موقع Chesstempo.com (الإنجليزية)
- أليكس يرمولينسكي على موقع الاتحاد الأمريكي للشطرنج (الإنجليزية)
- أليكس يرمولينسكي سجل أولمبياد الشطرنج على موقع OlimpBase.org (الإنجليزية)